# .uy
.uy ist die länderspezifische Top-Level-Domain (ccTLD) des Staates Uruguay. Diese Top-Level-Domain wurde am 10. September 1990 bei der IANA registriert. Technisch verwaltet wird sie von der Firma Servicio Central de Informatica auf Servern in Montevideo, Uruguay und anderen Ländern.

## Vergabekriterien
Jede Person darf .uy-Domains registrieren, es gibt keine Beschränkungen bei der Anmeldung. Insbesondere sind kein Wohnsitz oder eine Niederlassung in Uruguay notwendig. Neben Domains auf zweiter Ebene nimmt die Vergabestelle auch Bestellungen für Third-Level-Domains entgegen. Zunächst stand dafür nur .com.uy zur Verfügung, seit dem 10. Juli 2012 sind auch die Domains .edu.uy, .gub.uy, .org.uy, .net.uy und .mil.uy erhältlich.

## Weblink
- Website der Vergabestelle